# ديفيد تشو (فنان)
ديفيد تشو (بالإنجليزية: David Choe)‏‏ (21 أبريل 1976 في لوس أنجلوس - )؛ رسام، ومدون صوتي، وروائي من الولايات المتحدة.

## روابط خارجية
- ديفيد تشو على موقع IMDb (الإنجليزية)
- ديفيد تشو على موقع قاعدة بيانات الفيلم (الإنجليزية)